# Artabotrys collinus
Artabotrys collinus är en kirimojaväxtart som beskrevs av John Hutchinson. Artabotrys collinus ingår i släktet Artabotrys och familjen kirimojaväxter. Inga underarter finns listade i Catalogue of Life.